# Vilhelmina församling
Vilhelmina församling är en församling i Södra Lapplands kontrakt i Luleå stift. Församlingen omfattar hela Vilhelmina kommun i Västerbottens län. Församlingen ingår i Södra Lapplands pastorat.

## Administrativ historik
Församlingen bildades 26 april 1783 som kapellag ut ur Åsele församling under namnet Volgsjö församling som namnändrades till det nuvarande 16 juni 1804. Församlingen blev annexförsamling 7 maj 1799.
Vilhelmina församling var mellan den 1 maj 1923 och 1989 uppdelad i flera kyrkobokföringsdistrikt: Vilhelmina kbfd (242402 för delen i Vilhelmina landskommun och 246200 för delen i Vilhelmina köping, från 1965 246201) och Dikanäs kbfd (242401, från 1965 246202) och från 1962 Latikbergs kbfd (242403, från 1965 246203) och Saxnäs kbfd (242404, från 1965 246204) utbrutna ur Vilhelmina kbfd. 1978 uppgick Latikbergs kbfd i Vilhelmina kbfd och 1989 upphörde resten av kyrkobokföringsdistrikten.

### Pastorat
- 26 april 1783 till 7 maj 1799: Kapellförsamling i Åsele pastorat.
- 7 maj 1799 till 16 juni 1804: Annexförsamling i pastoratet Åsele och Volgsjö.
- 16 juni 1804 till 20 maj 1812: Annexförsamling i pastoratet Åsele och Vilhelmina.
- 20 maj 1812 till 1 januari 2006: Eget pastorat.
- 1 januari 2006 till 1 januari 2014: Moderförsamling i pastoratet Vilhelmina och Stensele.[5]
- Från 1 januari 2014: Församlingen ingår i Södra Lapplands pastorat.[6]

## Kyrkoherdar
| 1813–1828 | Olof Lindahl d.ä.        | 1771–1852 | Tjänstgjorde från 1796 som vakans- och kapellpredikant. Komminister 1799. Pastor i Vilhelmina 1813. I Lycksele 1827. Åsele 1828. |
| 1828–1846 | Pehr Olof Grönlund       | 1788–1846 | Född i Sorsele och studerade vid Uppsala universitet 1810. Han blev präst 1811 och tjänstgjorde i Lycksele som pastorsadjunkt. Kapellpredikant vid Stensele 1822 och senare vice pastor. 1828 blev han kyrkoherde i Vilhelmina. Känd för att vara en hängiven präst som omsorgsfullt skötte sina ämbetsplikter. Han bidrog även till den lapska psalmboken med 87 psalmer. |
| 1847–1873 | Magnus Hultin            | 1797–1873 | Studerade vid Uppsala universitet och blev pastorsadjunkt 1822. Tjänstgjorde i ett flertal församlingar. Känd för sin gästfrihet och vänlighet mot församlingens fattiga fjällbor, samt sitt starka engagemang för nykterhet. |
| 1875–1898 | Olof Lindahl d.y.        | 1811–1898 | Föddes i Vilhelmina och blev präst 1836. Han tjänstgjorde i flera församlingar, bland annat som kapellpredikant i Malå och kontraktsprost i Södra lappmarken. Han var även landstingsman och känd för sitt arbete med den lapska almanackan. |
| 1900–1915 | Lars Dahlstedt           | 1855–1915 | Född i Äppelbo, Västerås. Studerade vid Uppsala universitet 1881. Ledamot i riksdagens andra kammare mellan 1892 och 1901 där han verkade för kännedom om Lappland och dess folk. |
| 1915–1917 | John Arvid Svanborg      | 1887–1959 | Född i Byske. Missionär och sjömanspräst inom Luleå stift. Pastorsadjunkt i Byske 1917 och Sorsele 1918. Komminister i Umeå 1921. Antog extra ordinarie kyrkoherdetjänst i Vilhelmina 1915. |
| 1917–1939 | Gustav Albert Nordenfors | 1863–1941 | Född i Nordmalings församling. Han prästvigdes 1891 och tjänstgjorde som pastorsadjunkt i Gudmundrå och Lycksele. Mellan 1893 och 1896 var han vice komminister i Piteå stad och därefter komminister i Skönsmon. År 1907 blev han kyrkoherde i Nysätra och senare kyrkoherde i Vilhelmina, där han också blev kontraktsprost.                                             |
| 1940–     | Olov Genberg             | 1885–1972 | Prästinvigdes i Härnösand 1912. Förordnades till komminister i Daretorp pastorat 1913. Komminister i Nordmaling 1919 och sedan 1925 kyrkoherde i Eds pastorat. Företog 1931 en studieresa till Italien, Grekland, Palestina och Egypten. |
|           | Folke Wahlquist          | 1896–1982 | Född i Gävle, Gävleborgs län. Komminister i Nordmaling, Västerbottens södra kontrakt. |

## Kyrkor
- Vilhelmina kyrka
- Dikanäs kyrka
- Latikbergs kyrka
- Saxnäs kyrka
- Fatmomakke kyrka

I samband med församlingens 200-årsjubileum byggdes en iskyrka. 

## Befolkningsutveckling
| Befolkningsutvecklingen i Vilhelmina församling 1810–2020 | Befolkningsutvecklingen i Vilhelmina församling 1810–2020 | Befolkningsutvecklingen i Vilhelmina församling 1810–2020 | Befolkningsutvecklingen i Vilhelmina församling 1810–2020 | Befolkningsutvecklingen i Vilhelmina församling 1810–2020 |
| --------------------------------------------------------- | --------------------------------------------------------- | --------------------------------------------------------- | --------------------------------------------------------- | --------------------------------------------------------- |
|                                                           |                                                           |                                                           |                                                           |                                                           |
| År                                                        |                                                           |                                                           | Folkmängd                                                 |                                                           |
| 1810                                                      | 1810                                                      |                                                           | 854                                                       |                                                           |
| 1820                                                      | 1820                                                      |                                                           | 1 122                                                     |                                                           |
| 1830                                                      | 1830                                                      |                                                           | 1 465                                                     |                                                           |
| 1840                                                      | 1840                                                      |                                                           | 1 759                                                     |                                                           |
| 1850                                                      | 1850                                                      |                                                           | 2 454                                                     |                                                           |
| 1860                                                      | 1860                                                      |                                                           | 3 184                                                     |                                                           |
| 1870                                                      | 1870                                                      |                                                           | 3 662                                                     |                                                           |
| 1880                                                      | 1880                                                      |                                                           | 4 660                                                     |                                                           |
| 1890                                                      | 1890                                                      |                                                           | 5 419                                                     |                                                           |
| 1900                                                      | 1900                                                      |                                                           | 6 578                                                     |                                                           |
| 1910                                                      | 1910                                                      |                                                           | 7 368                                                     |                                                           |
| 1920                                                      | 1920                                                      |                                                           | 9 405                                                     |                                                           |
| 1930                                                      | 1930                                                      |                                                           | 9 229                                                     |                                                           |
| 1940                                                      | 1940                                                      |                                                           | 9 767                                                     |                                                           |
| 1950                                                      | 1950                                                      |                                                           | 9 708                                                     |                                                           |
| 1960                                                      | 1960                                                      |                                                           | 10 215                                                    |                                                           |
| 1970                                                      | 1970                                                      |                                                           | 7 805                                                     |                                                           |
| 1980                                                      | 1980                                                      |                                                           | 7 973                                                     |                                                           |
| 1990                                                      | 1990                                                      |                                                           | 8 509                                                     |                                                           |
| 2000                                                      | 2000                                                      |                                                           | 7 918                                                     |                                                           |
| 2010                                                      | 2010                                                      |                                                           | 7 135                                                     |                                                           |
| 2020                                                      | 2020                                                      |                                                           | 6 539                                                     |                                                           |
| Anm: Uppgifter efter år 1990 avser Vilhelmina kommun.     |                                                           |                                                           |                                                           |                                                           |